# Instytut De Republica
Instytut De Republica w likwidacji – polska państwowa jednostka budżetowa podległa Prezesowi Rady Ministrów z siedzibą w Warszawie, którą utworzono zarządzeniem nr 12 Prezesa Rady Ministrów z dnia 16 lutego 2021 r., zlikwidowana 30 czerwca 2024. Instytut zajmował się działalnością wydawniczą, naukową oraz popularyzatorską.

## Historia i funkcjonowanie
Instytut został powołany przez Prezesa Rady Ministrów Mateusza Morawieckiego w 2021 r. w celu prowadzenia wydawnictwa oraz organizację ośrodka badawczego, który ma za zadanie promować naukę polską w kraju i za granicą.
Przedmiotem działalności Instytutu było:
1. prowadzenie działalności wydawniczej i dokumentacyjnej;
2. współpraca ze środowiskiem naukowym, w tym szkołami wyższymi oraz instytucjami działającymi na rzecz rozwoju polskiej książki naukowej;
3. promowanie w Polsce i za granicą polskich publikacji naukowych, w tym we współpracy z organami władzy publicznej;
4. prowadzenie badań i analiz na tematy zlecone przez Prezesa Rady Ministrów;
5. organizowanie i prowadzenie krajowych i międzynarodowych konferencji, seminariów oraz zespołów roboczych;
6. organizowanie projektów edukacyjnych i szkoleniowych;
7. prowadzenie i rozwijanie baz danych związanych z przedmiotem działalności Instytutu[1].

We wrześniu 2021 Instytut zainaugurował swoją działalność. W lutym 2024 został podstawiony w stan likwidacji, która zakończyła się 30 czerwca tego samego roku.

## Dyrektorzy
- Bogumił Szmulik (marzec 2021 – sierpień 2022)[6][7]
- Andrzej Przyłębski (luty 2023 – styczeń 2024)[8][9]
- Joanna Gepfert (p.o., styczeń – marzec 2024)

## Rada Naukowa
Rada pełniła rolę organu doradczego i opiniodawczego instytutu.

### Obecny skład
Od 29 grudnia 2023 wszystkie stanowiska w radzie pozostawały nieobsadzone.

### Byli członkowie[11]
- Artur Adamski[12]
- Piotr Borek (od marca 2021 do grudnia 2023)[7][10]
- Filip Ciepły (od marca 2021 do grudnia 2023)[7][10]
- Genowefa Grabowska[13]
- Sabina Grabowska (od 15 marca 2021 do 6 maja 2021)[10]
- Jarosław Kłaczkow (od marca 2021 do grudnia 2023)[7][10]
- Czesław Kłak[14]
- Bogusław Kopka[15]
- Marek Kornat (od marca 2021 do grudnia 2023)[7][10]
- Tomasz Kukołowicz[16]
- Halina Lichocka (od marca 2021 do grudnia 2023)[7][10]
- Andrzej Manasterski[17]
- Piotr Mierzwa (od marca 2021 do grudnia 2023)[7][10]
- Krzysztof Mikołajczuk (od marca 2021 do grudnia 2023)[7][10]
- Michał Mrozek (od marca 2021 do grudnia 2023)[7][10]
- Janusz Nowak (od marca 2021 do grudnia 2023)[7][10]
- Wojciech Polak[18]
- Jadwiga Potrzeszcz (od marca 2021 do grudnia 2023)[7][10]
- Jacek Marcin Raubo[19]
- Sebastian Ruciński (od marca 2021 do grudnia 2023)[7][10]
- Wawrzyniec Rymkiewicz[20]
- Bartosz Skwara[21]
- Przemysław Sobolewski[22]
- Krzysztof Szczucki (od marca 2021 do grudnia 2023)[7][10]
- Bogdan Szlachta (od marca 2021 do grudnia 2023)[7][10]
- Marek Szydło (przewodniczący rady, od marca 2021 do grudnia 2023)[7][10]
- Anna Tarwacka (od marca 2021 do grudnia 2023)[7][10]
- Artur Trubalski[23]
- Krzysztof Warchałowski[24]
- Michał Warciński[25]
- Zygmunt Woźniczka (od marca 2021 do lutego 2022)[10][26]
- Jacek Woźny (od marca 2021 do grudnia 2023)[7][10]